# 카란티카

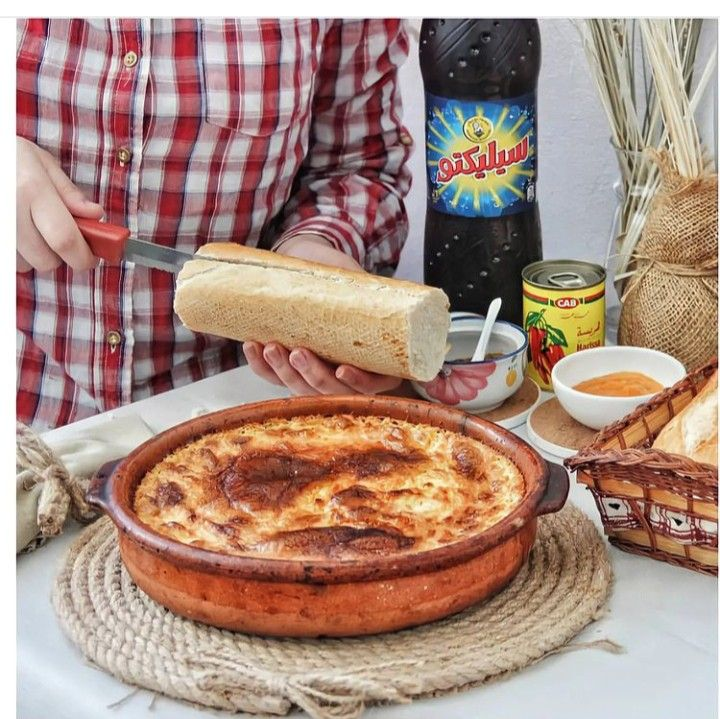
الكرانتيكا الجزائرية الوهرانية

카란티카(아랍어: كارنتيكا) 또는 칼렌티카(스페인어: calentica)는 병아리콩가루로 만든 짭조름한 케이크이다. 병아리콩가루, 물, 소금으로만 만들기도 하고, 달걀이나 치즈를 넣어 만들기도 한다. 토마토 페이스트와 하리사를 넣어 만든 붉은 소스를 곁들여 먹는다.

## 역사
16세기에 알제리 오랑 지역의 산타 크루즈 요새에 주둔하던 스페인 군인들이 먹던 음식이다.